# Nmap
Nmap (Network Mapper) е порт-скенер с отворен код създаден от Гордън Лайън. Използва се за откриване на хостове и активни услуги в компютърна мрежа.

## Принцип на работа
Nmap изпраща специално изработени пакети до хостa и след това анализира отговорите. За разлика от други порт-скенери, Nmap проверява условията в мрежата (претоварване на мрежата и др.) преди сканирането. Благодарение на голямата общност от активни потребители, които предоставят информация и подобряват характеристиките му, Nmap е успял да разшири възможностите си за сканиране, като освен, че открива, дали един хост е активен или определен порт е отворен, той може да определи операционната система на хоста и нейната версия, наименованието и версиите на услугите, които са активни на хоста, типа на устройството, наличието на защитна стена и др.

## Операционни системи
Nmap работи под Линукс, Windows, Solaris, HP-UX, BSD, Mac OS X, а също и под AmigaOS и IRIX.

## Интерфейс
Nmap има интерфейс с команден ред, но има програми, които добавят графичен потребителски интерфейс (ГПИ).

### Официален ГПИ
Със статут на официален ГПИ, първоначално е NmapFE/XNmap, заменен сега от Zenmap. Работи се по нова версия на NmapFE – NmapFE++.

### Други
- Ruby Nmap:Parser[5], Ruby интерфейс.
- Nmap-Parser[6]
- KNmap[7] – ГПИ за KDE.
- Remote nmap (Rnmap)[8] – Python интерфейс за unix-подобни системи.
- RadialNet[9] – интерфейс на Python и GTK, за unix-подобни системи, Windows и Mac OS X. Визуализира работата на nmap, по начин неподдържан от официалния ГПИ Zenmap.
- Winfingerprint[10] – за Windows
- NMapWin[11] – за Windows. Последна версия от 2002 г.
- NMapW[12] – за Windows.

### Уеб базиран потребителски интерфейс
ГПИ работещ в Браузър:
- Nmap-CGI[13].
- Cancerbero[14]
- Inprotect[15]
- nmap-web[16] – за unix-подобни системи.
- LOCALSCAN[17] – интерфейс на Perl, последна версия от 2000 г.

- Zenmap показващ резултат от сканиране на портове на Уикипедия.
- NmapFE показващ резултат от сканиране на портове на Уикипедия.
- XNmap в Mac OS X.

## Уеб базирани услуги
Сайтове предлагащи сканиране с Nmap (възможно е услугата да изисква регистрация):
- Nmap Online ((en))
- Self Audit My Server (SAMS) Архив на оригинала от 2012-03-01 в Wayback Machine. ((en))
- Free Online-Portscanner Архив на оригинала от 2006-11-29 в Wayback Machine. ((en))

## В популярната култура
Филми в които се виждат кадри с Nmap:
- Матрицата: Презареждане[19]
- Ултиматумът на Борн[20]
- Умирай трудно 4[21]
- Момичето с драконовата татуировка (2009)[22]